# Prokop Mały
Prokop Mały (także Prokopek, cz. Prokop Malý lub Prokůpek) (ur. ?, zm. 30 maja 1434 pod Lipanami) – czeski kaznodzieja, polityk i dowódca husycki.

## Życiorys
Prokop Mały urodził się najprawdopodobniej w drugiej połowie XIV wieku. Już w młodości wstąpił do wojska Jana Žižki. Pierwszy raz wzmianka o nim pojawia się w 1424 i opisywała go jako bliskiego współpracownika kaznodziei Ambroža Hradeckiego. Przez cztery lata po śmierci Žižki wraz z Ambrożem przewodził Sierotkom, aby ostatecznie w 1428 zostać ich głównym kaznodzieją. Mimo bardziej radykalnych poglądów niż Prokop Wielki ten połączył się z jego oddziałami i organizował rejzy na Śląsk i Morawy. Jako posłaniec miał brać udział w rozmowach w Bazylei. Zginął wraz z Prokopem Wielkim w bitwie pod Lipanami. 
Prokop Mały pojawia się jako postać drugoplanowa w Trylogii husyckiej Andrzeja Sapkowskiego